# (30825) 1990 TG1
(30825) 1990 TG1 est un astéroïde Apollon découvert en 1990.

## Description
(30825) 1990 TG1 a été découvert le 14 octobre 1990 à l'observatoire de Kitt Peak, situé dans l'Arizona (États-Unis), par le projet Spacewatch de l’université de l'Arizona.

### Caractéristiques orbitales
L'orbite de cet astéroïde est caractérisée par un demi-grand axe de 2,44 ua, un périhélie de 0,78 ua, une excentricité de 0,68 et une inclinaison de 8,74° par rapport à l'écliptique. Du fait de ces caractéristiques, à savoir un demi-grand axe supérieur à 1 ua et un périhélie inférieur à 1,017 ua, il est classé comme astéroïde Apollon.

### Caractéristiques physiques
(30825) 1990 TG1 a une magnitude absolue (H) de 14,7 et un albédo estimé à 0,262.